# Liste des églises les plus hautes de Belgique
 (octobre 2019).
Si vous disposez d'ouvrages ou d'articles de référence ou si vous connaissez des sites web de qualité traitant du thème abordé ici, merci de compléter l'article en donnant les références utiles à sa vérifiabilité et en les liant à la section « Notes et références ».
Liste des églises en Belgique avec une hauteur de 75 mètres et plus. Cette liste est peut-être incomplète et incorrecte et doit être complétée ou corrigée si nécessaire.
| Édifice                                | Ville       | Hauteur (m) | Date          | Notes | Coordonnées                      | Photo                                 |
| -------------------------------------- | ----------- | ----------- | ------------- | --- | -------------------------------- | ------------------------------------- |
| Cathédrale Notre-Dame-et-Saint-Lambert | Liège       | 134,5       | 1433          | Détruite par les Liégeois en 1794 après la Révolution française                                                                                                 | 50° 38′ 43″ nord, 5° 34′ 25″ est |                                       |
| Cathédrale Notre-Dame                  | Anvers      | 123         | 1521          | | 51° 13′ 13″ nord, 4° 24′ 04″ est |                                       |
| Église Notre-Dame                      | Bruges      | 115         | 1465          | | 51° 12′ 17″ nord, 3° 13′ 28″ est |                                       |
| Église Sainte-Catherine d'Hoogstraten  | Hoogstraten | 105         | 1550          | | 51° 23′ 57″ nord, 4° 45′ 38″ est | Église Sainte-Catherine d'Hoogstraten |
| Cathédrale Saint-Martin                | Ypres       | 102,3       | 1370 / 1930   | Édifiée entre 1230 et 1370, la cathédrale est entièrement détruite pendant la Première Guerre mondiale ; elle est reconstruite à l'identique entre 1922 et 1930 | 50° 51′ 06″ nord, 2° 53′ 06″ est |                                       |
| Église Saint-Vincent d'Eeklo           | Eeklo       | 99,5        | 1883          | | 51° 11′ 06″ nord, 3° 33′ 58″ est |                                       |
| Église Notre-Dame de Laeken            | Bruxelles   | 99          | 1911          | | 50° 52′ 43″ nord, 4° 21′ 21″ est |                                       |
| Cathédrale Saint-Rombaut de Malines    | Malines     | 97,3        | 1520          | La tour devait mesurer 167 mètres de haut, mais l'argent a manqué.                                                                                              | 51° 01′ 44″ nord, 4° 28′ 42″ est |                                       |
| Église Saint-Martin d'Arlon            | Arlon       | 97          | 1914          | | 49° 40′ 57″ nord, 5° 48′ 34″ est |                                       |
| Basilique du Sacré-Cœur de Bruxelles   | Bruxelles   | 93          | 1970          | | 50° 52′ 01″ nord, 4° 19′ 01″ est |                                       |
| Église du Sacré-Cœur de Turnhout       | Turnhout    | 92          | 1907          | | 51° 19′ 16″ nord, 4° 56′ 33″ est |                                       |
| Collégiale Sainte-Walburge             | Audenarde   | 90          | 1624          | | 50° 50′ 34″ nord, 3° 36′ 12″ est |                                       |
| Cathédrale Saint-Paul de Liège         | Liège       | 90          | 1812          | | 50° 38′ 25″ nord, 5° 34′ 18″ est |                                       |
| Cathédrale Saint-Bavon de Gand         | Gand        | 89,3        | 1538          | | 51° 03′ 11″ nord, 3° 43′ 37″ est |                                       |
| Église Saint-Médard de Wervicq         | Wervicq     | 86          | du XVe siècle | | 50° 46′ 38″ nord, 3° 02′ 30″ est |                                       |
| Église Saint-Willibrord d'Anvers       | Anvers      | 84          | 1891          | | 51° 13′ 12″ nord, 4° 25′ 57″ est |                                       |
| Église Notre-Dame d'Aerschot           | Aerschot    | 84          | 1450          | | 50° 59′ 07″ nord, 4° 49′ 56″ est |                                       |
| Église Saint-Martin de Courtrai        | Courtrai    | 83          | 1466          | | 50° 49′ 40″ nord, 3° 16′ 06″ est |                                       |
| Sint-Hiloniuskerk                      | Iseghem     | 83          | 1868          | | 50° 55′ 01″ nord, 3° 12′ 52″ est |                                       |
| Collégiale Saint-Gommaire de Lierre    | Lierre      | 83          | XVIe siècle   | | 50° 55′ 01″ nord, 3° 12′ 52″ est |                                       |
| Cathédrale Notre-Dame de Tournai       | Tournai     | 83          | XIIIe siècle  | | 50° 36′ 22″ nord, 3° 23′ 21″ est |                                       |
| Cathédrale Saint-Sauveur de Bruges     | Bruges      | 80          | 1871          | | 51° 12′ 20″ nord, 3° 13′ 18″ est |                                       |
| Église Saint-Jacques de Gand           | Gand        | 80          |               | | 51° 03′ 24″ nord, 3° 43′ 39″ est |                                       |
| Basilique Saint-Hermès de Renaix       | Renaix      | 79          |               | | 50° 44′ 56″ nord, 3° 35′ 59″ est |                                       |
| Église Saint Theodard                  | Beringen    | 77          | 1943          | | 51° 04′ 33″ nord, 5° 13′ 17″ est |                                       |
| Église Sainte-Catherine                | Maaseik     | 76          | 1841          | | 51° 05′ 42″ nord, 5° 47′ 39″ est |                                       |
| Église Notre-Dame                      | Boom        | 75          | 1850          | | 51° 05′ 09″ nord, 4° 21′ 52″ est |                                       |
| Église Saint-Servais                   | Bruxelles   | 75          | 1871          | | 50° 51′ 51″ nord, 4° 22′ 24″ est |                                       |